# 龙讷堡 (黑森州)
龙讷堡（德語：Ronneburg）是德国黑森州的一个市镇。总面积14.25平方公里，总人口3248人，其中男性1595人，女性1653人（2011年12月31日），人口密度228人/平方公里。